# Laussa
Laussa là một đô thị thuộc huyện Steyr-Land thuộc bang Oberösterreich, Áo. Đô thị Laussa có diện tích 34 km², dân số thời điểm năm 2006 là 1344 người.